# (32662) 4900 P-L
4900 P-L (asteroide 32662) é um asteroide da cintura principal. Possui uma excentricidade de 0.05680150 e uma inclinação de 3.36873º.
Este asteroide foi descoberto no dia 24 de setembro de 1960 por Cornelis Johannes van Houten e Ingrid van Houten-Groeneveld e Tom Gehrels em Palomar.